# Онежье

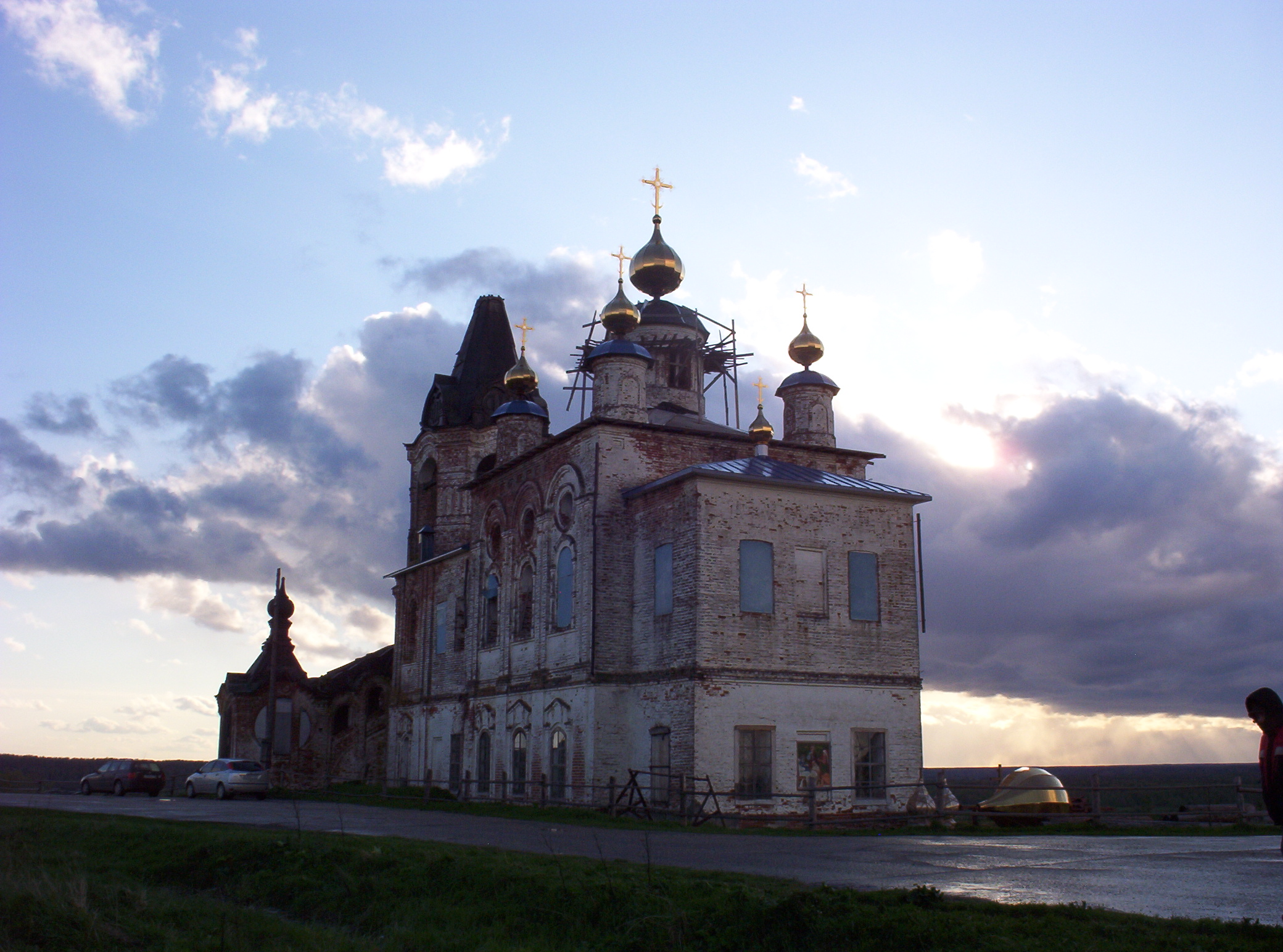
Церковь Рождества Богородицы в Онежье

Онежье — деревня в Княжпогостском районе республики Коми в составе сельского поселения Шошка.

## География
Находится на левом берегу реки Вымь на расстоянии примерно 21 км на север-северо-запад по прямой от центра района города Емва.

## История
Отмечается с 1698 год как погост Онежье, где имелись деревянные церковь Рождество Богородицы и Архангела Михаила. В 1856 году на смену деревянным церквам пришла каменная Рождества Богородицы. В 1887 открылась двухклассная церковно-приходская школа. В 1918 году в селе насчитывался 231 житель. В 1930 году в Онежье располагались школа, больница, изба-читальня, агропункт, пароходная стоянка, потребительское общество, крестьянский комитет общественной взаимопомощи, участок милиции и сельсовет. В 1995 здесь имелись клуб, библиотека, магазин, участковая больница, отделение связи.

## Население
Постоянное население составляло 73 человека (коми 65 %, русские 33 %) в 2002 году, 60 в 2010.